# Fotu La
Der Fotu La ist ein Gebirgspass im Verlauf des National Highway 1D in Ladakh im Himalaya.
Der Pass ist der höchste Punkt den die Straße zwischen Srinagar und Leh passiert.
Während die Straße von hier nach Osten zum Ort Lamayuru abfällt, führt sie nach Westen zunächst noch über den Pass Namika La, bevor sie Kargil erreicht. Zwischen den beiden Gebirgspässen liegt das Shakar Chiktan Valley, durch welches eine Nebenstraße nach Norden an der Ortschaft Chiktan vorbei zum Industal führt.